# Carson City
Carson City är huvudstad i delstaten Nevada i USA. Carson City ingår inte i något county, utan är ett självständigt administrativt område. Staden är uppkallad efter Kit Carson.

## Historik

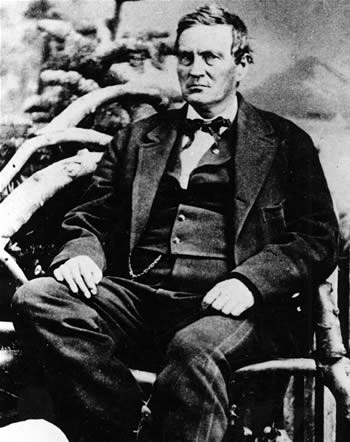
Abraham Curry

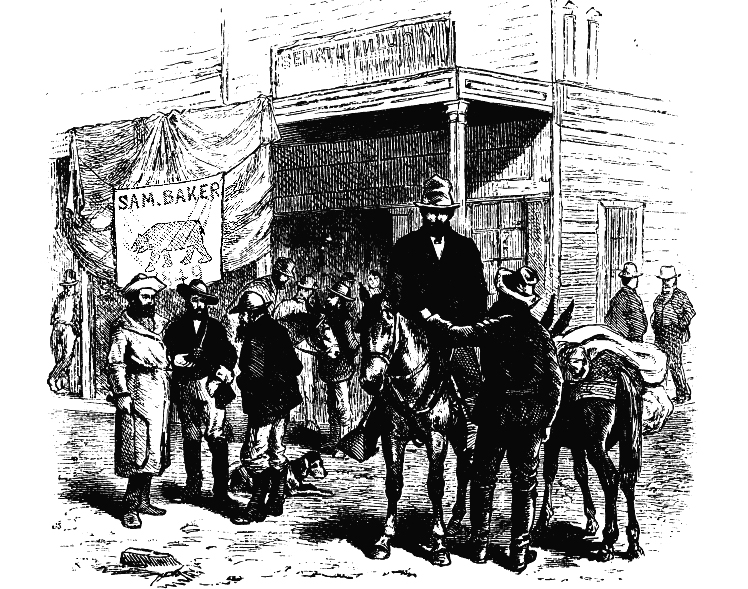
Illustration of Carson City in 1877.

### 1800-talet
De första europeiska amerikanerna som kom till området var John C. Fremont med flera i januari 1843.  Fremont döpte floden som flöt genom dalen till Carson River, som en åminnelse av Christopher "Kit" Carson, "bergsmannen", som var den vägvisare han hade hyrt för sin expedition.

### 1900-talet
Staden växte långsamt under 1900-talet och först 1960 hade den åter nått de befolkningssiffror den hade under boomen på 1880-talet. 